# ایگور آرتمیف
ایگور آرتمیف (روسی: Игорь Юрьевич Артемьев؛ زادهٔ ۲۷ نوامبر ۱۹۶۱ در لنینگراد، شوروی) سیاست‌مدار و مقام دولتی اهل کشور روسیه است.